# دوروثي ليمان
دوروثي ليمان (بالإنجليزية: Dorothy Lyman)‏ هي مخرجة وممثلة أمريكية، ولدت في 18 أبريل 1947 بمنيابولس في الولايات المتحدة.

## أعمال

### أفلام
- (1993) روبي في الجنة

### مسلسلات
- عالم آخر

## وصلات خارجية
- دوروثي ليمان على موقع IMDb (الإنجليزية)
- دوروثي ليمان على موقع ألو سيني (الفرنسية)
- دوروثي ليمان على موقع تيرنر كلاسيك موفيز (الإنجليزية)
- دوروثي ليمان على موقع أول موفي (الإنجليزية)
- دوروثي ليمان على موقع قاعدة بيانات برودواي على الإنترنت (الإنجليزية)
- دوروثي ليمان على موقع قاعدة بيانات الأفلام السويدية (السويدية)
- دوروثي ليمان على موقع إن إن دي بي (الإنجليزية)
- دوروثي ليمان على موقع قاعدة بيانات الفيلم (الإنجليزية)
- دوروثي ليمان على موقع كينوبويسك (الروسية)